# الطوابع البريدية والتاريخ البريدي لمسقط وعمان

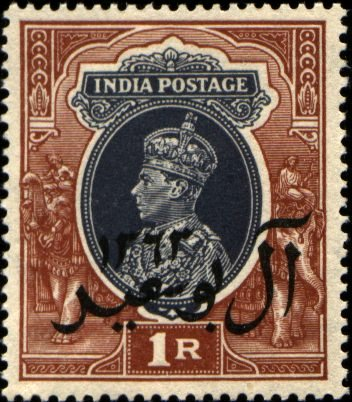
طابع بريدي من الهند البريطانية، كان قد طُبع عام 1944 لاستخدامه في عُمان

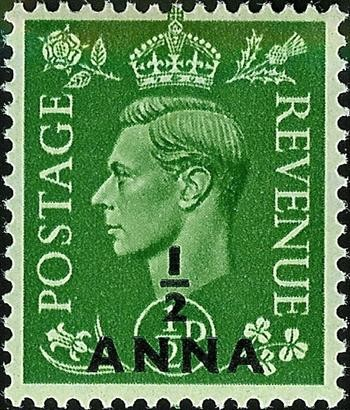
طابع بريد بريطاني مميز أصدرته الوكالات البريدية البريطانية في شرق شبه الجزيرة العربية عام 1948

الطوابع البريدية والتاريخ البريدي لمسقط هي دراسة عن الطوابع البريدية وتاريخ البريد في مسقط وعمان، بما في ذلك سلطنة عمان الحالية.

## مكاتب البريد الأولى
كان أول مكتب بريد تم افتتاحه في المنطقة في مسقط في 1 مايو 1864. كان في الأصل تحت دائرة بومباي، ولكن تم نقله إلى دائرة السند (كراتشي) في أبريل 1869، ثم عاد إلى بومباي في عام 1879. انتقلت السيطرة البريدية لفترة وجيزة إلى باكستان بعد تقسيم الهند، ثم إلى بريطانيا العظمى.

## الطوابع الأولى
استخدمت مسقط وعُمان لأول مرة طوابع الهند، ثم باكستان، ثم الوكالات البريدية البريطانية في شرق الجزيرة العربية. حيث تم استخدام الطوابع الهندية من 1 مايو 1864 حتى 19 ديسمبر1947. وتم استخدام طوابع باكستان من 20 ديسمبر1947 حتى 31 مارس 1948، وأختام الوكالة البريطانية من 1 أبريل 1948 حتى 29 أبريل 1966.
كانت أول طوابع محددة لمسقط إصدارهندي مطبوع عليها تاريخ 20 نوفمبر1944 وهي بمناسبة إحياء ذكرى تولي سلالة آل بوسعيد الحكم. شمل الإصدار خمسة عشر قيمة تتراوح من ثلاث بيزات إلى روبية واحدة، وهو مجموعة الطوابع الهندية الرسمية لعام 1940-1943 التي تحتوي على صورة جورج السادس، وتمت طباعتها بالأحرف العربية مع عبارة "البوسعيد 1363".
كانت أول طوابع بريطانية تتكون من تسعة قيم وتحمل صورة جورج السادس وتحمل رسوم إضافية تتراوح بين آنة واحدة إلى روبيتين. حيث سجل غيبونز اثني عشر إصدارًا مختلفًا من الطوابع البريطانية ذات الرسوم الإضافية في مسقط، مع أعداد متنوعة من القيم. كانت هذه الإصدارات في الغالب طوابع رسمية، ولكنها شملت أيضًا بعض الطوابع التذكارية مثل إصدارات اتحاد البريد العالمي لعام 1949 ومجموعة اليوبيل الذهبي للكشافة العالمية لعام 1957. وبعد إغلاق الوكالة البريطانية، تولت سلطنة مسقط السيطرة البريدية اعتبارًا من 30 أبريل 1966. وتم إصدار طوابع تحمل عبارة مسقط وعُمان ابتداءً من عام 1966، قبل أن تُصدر أخيرًا طوابع باسم سلطنة عًمان في 16 يناير1971.